# Ingrid Fiskaa

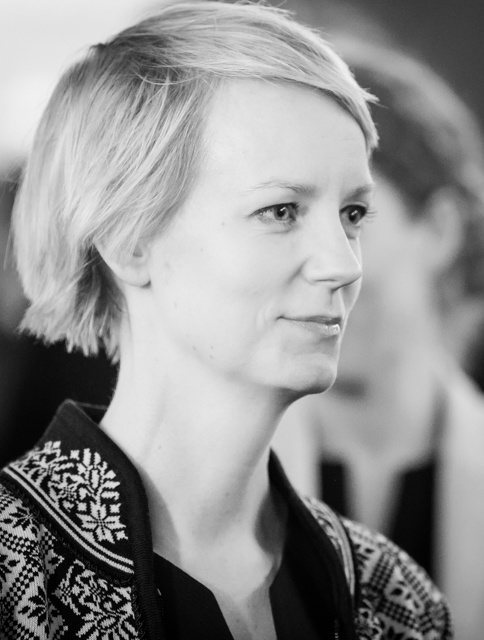
Ingrid Fiskaa, 2017

Ingrid Fiskaa (* 16. April 1977 in Ringerike) ist eine norwegische Politikerin der Sosialistisk Venstreparti (SV). Von 2002 bis 2004 war sie Vorsitzende der Sosialistisk Ungdom, von November 2009 bis März 2012 Staatssekretärin. Seit 2021 ist sie Abgeordnete im Storting.

## Leben
Fiskaa wuchs in der Stadt Bryne auf. Sie hat einen Masterabschluss in Geschichte, was ihr Hauptfach im Lehramtsstudium an der Universität Oslo war. In ihrer Jugend engagierte sie sich unter anderem in der EU-kritischen Organisation Ungdom mot EU, dem Jugendverband von Nei til EU. Bei den Parlamentswahlen 1997, 2001 und 2009 wurde Fiskaa im Wahlkreis Rogaland jeweils erste Vararepresentantin, also die erste Ersatzabgeordnete ihrer Partei. Als solche kam sie zu mehreren kürzeren Einsätzen. Im März 1999 wurde sie, nachdem sich die ursprünglichen Kandidaten zurückgezogen hatten, zur Organisationsekretärin der SV-Parteijugend Sosialistisk Ungdom (SU) gewählt. Damit arbeitete sie hauptberuflich für die SU in Oslo.
In der Zeit von Juni 2002 bis 2004 übernahm Fiskaa den Vorsitz der Sosialistisk Ungdom. Im Jahr 2003 wurde sie Mitglied des Parteivorstands der Mutterpartei Sosialistisk Venstreparti. Bei ihrer Kandidatur für den stellvertretenden SV-Parteivorsitz verlor sie im März 2007 gegen Bård Vegar Solhjell. Am 20. November 2009 wurde sie zur Staatssekretärin im Utenriksdepartementet, dem norwegischen Außenministerium, ernannt. Als solche war sie unter Minister Erik Solheim tätig. Fiskaa blieb bis zum 30. März 2012 im Amt.
Im Vorfeld der Stortingswahl 2021 wurde sie für den Wahlkreis Rogaland als Spitzenkandidatin der Sosialistisk Venstreparti nominiert. Sie zog schließlich erstmals in das norwegische Nationalparlament Storting ein. Dort vertritt sie den Wahlkreis Rogaland und wurde Mitglied im Außen- und Verteidigungsausschuss. Fiskaa wurde am 9. Oktober 2021 zur fünften Vizepräsidentin des Parlaments gewählt.

## Positionen
Fiskaa gilt als Friedensaktivistin. Vor ihrer Zeit als Staatssekretärin demonstrierte sie unter anderem gegen den Krieg in Afghanistan und sprach sich für einen Rückzug der norwegischen Truppen aus. Sie setzt sich des Weiteren auch innerhalb der Partei dafür ein, keine weiteren neuen Windkraftanlagen auf dem Land zu bauen.